# Житомирский мебельный комбинат
Житомирский мебельный комбинат (укр. Житомирський меблевий комбінат) — предприятие деревообрабатывающей промышленности в Житомире, которое специализируется на производстве мебели.

## История

### 1933—1991
К началу 1930-х годов Житомир являлся крупным центром деревообрабатывающей и мебельной промышленности СССР.
Житомирский мебельный комбинат был создан в ходе индустриализации СССР в результате объединения в 1933 году трёх предприятий деревообрабатывающей промышленности: мебельной фабрики «Красный Профинтерн», фабрики гнутой мебели имени 1 Мая и Богунского лесопильного завода.
29 сентября 1934 года ранее находившаяся в ведении наркомата лесной промышленности СССР Житомирская мебельная фабрика «Красный Профинтерн» была передана в ведение наркомата местной промышленности УССР.
Во время Великой Отечественной войны предприятие пострадало в ходе боевых действий и во время немецкой оккупации города (9 июля 1941 — 31 декабря 1943), но в 1944 году началось его восстановление.
По состоянию на начало 1952 года Житомирский мебельный комбинат являлся одним из крупнейших мебельных предприятий УССР.
В апреле 1970 года за достижение высоких производственных показателей комбинат был награждён Почётной грамотой ЦК КПСС, Президиума Верховного Совета СССР, Совета министров СССР и ВЦСПС (по итогам социалистического соревнования, комбинат вошёл в число лучших предприятий министерства лесной и деревообрабатывающей промышленности СССР).
В августе 1970 года Совет министров УССР принял решение о изменении номенклатуры выпускаемой продукции некоторых предприятий минлеспрома УССР — и с 1971 года специализацией Белоцерковской мебельной фабрики, Житомирского мебельного комбината и Киевской мебельной фабрики им. В. Боженко (входивших в состав Киевского треста деревообрабатывающей и мебельной промышленности) стало производство сборной мебели.
В марте 1974 года комбинат стал головным предприятием производственного деревообрабатывающего объединения «Житомирдрев» (в состав которого вошли ещё четыре мебельные фабрики и лесопильный завод).
По состоянию на начало 1980 года комбинат был оснащён полуавтоматическими линиями для производства мебельных щитов и иным современным оборудованием, основной продукцией предприятия являлись наборы мебели для жилых комнат и спален, кресла, стулья и сувенирные изделия.
В советское время мебельный комбинат входил в число ведущих предприятий города. Производимая мебель (гостиные, гарнитуры, мягкие уголки и др.) экспортировалась за границы СССР (во Францию, Германию, Нидерланды и другие страны).

### После 1991
После провозглашения независимости Украины комбинат был преобразован в открытое акционерное общество «Житомирдрев».
В 1990-е годы хозяйственное положение комбината ухудшилось, объёмы производства снизились.
В 2000 году по иску со стороны кредиторов началась процедура банкротства предприятия. В конце 2000 года контрольный пакет акций ОАО «Житомирдрев» выкупили компании В. И. Хорошковского (24,96 % акций — ДП «Меркс-Мебель», 17,99 % — ОАО «Нива» и 17,56 % — инвесткомпания «Купава»). После начала в 2002 году санации ими было создано ОАО «Житомирский мебельный комбинат», в которое были выведены активы предприятия.
В конце мая 2007 года хозяйственный суд Житомирской области признал предприятие банкротом.
По состоянию на начало 2008 года мебельный комбинат входил в число крупнейших предприятий города.
Начавшийся в 2008 году экономический кризис осложнил положение предприятия. В сентябре 2008 года на территории мебельного комбината был открыт торгово-развлекательный центр «Глобал UA», ставший крупнейшим ТРЦ в Житомире (его общая площадь составляет 127 тыс. м²), а цеха мебельного комбината перенесли на новое место. К началу 2014 года рентабельность ТРЦ снизилась. В ноябре 2015 года было предложено построить на бывшем земельном участке мебельного комбината (по ул. Киевской, 77) магазин стройматериалов. В июле 2016 года вопрос «О предоставлении разрешения на разработку детального плана территории по ул. Киевской, 77» был вынесен на рассмотрение 12-й сессии Житомирского городского совета.
По состоянию на 8 сентября 2015 года Житомирский мебельный комбинат входил в число 14 крупнейших предприятий-налогоплательщиков Житомирской области.